# Arthur Chesters
Arthur Chesters (14. februar 1910 i Salford, Manchester - 23. marts 1963) var en engelsk fodboldspiller. Han blev brugt som målmand. Han spillede for klubberne Exeter City og Manchester United i sin aktive karriere. Han fik 10 kampe for United, dog scorede han ingen mål. 